# Larisa Latynina
Larisa Semënovna Dirij, coniugata Latynina (in russo Лариса Семёновна Дирий-Латынина?; in ucraino Лариса Семенівна Латиніна?, Larysa Semenivna Latynina; Cherson, 27 dicembre 1934), è un'ex ginnasta sovietica, dal 1991 ucraina.
Fu la prima ginnasta a vincere nove medaglie d'oro olimpiche; fino al 2012 detenne il record del maggior numero di medaglie vinte ai Giochi, 18 (9 d'oro, 5 d'argento e 4 di bronzo), quando venne superata dal nuotatore statunitense Michael Phelps. Rimane comunque tuttora la donna vincitrice di più medaglie d'oro olimpiche, nove, a pari merito con la nuotatrice statunitense Katie Ledecky.

## Biografia

### Formazione
Larisa Latynina praticò prima la danza classica dedicandosi poi alla ginnastica artistica dopo che il suo coreografo si fu trasferito in un'altra città. Dopo il diploma di scuola superiore nel 1953, si trasferì a Kiev per frequentare l'Istituto Politecnico Lenin e per continuare gli allenamenti. Lì la Latynina continuò la preparazione presso la Società Sportiva Volontaria Sovietica Burevestnik. Nel 1954, all'età di 19 anni, debuttò sulla scena internazionale nei XIII Campionati mondiali di ginnastica artistica di Roma, vincendo la medaglia d'oro nella competizione a squadre.

### Carriera agonistica
Alle olimpiadi del 1956 contese all'ungherese Ágnes Keleti il titolo di ginnasta più vittoriosa alle olimpiadi. La Latynina sconfisse la Keleti nella competizione combinata e la squadra sovietica vinse quella a squadre. Nelle finali la Latynina vinse le medaglie d'oro al corpo libero (a pari merito con la Keleti) e al volteggio, la medaglia d'argento alle parallele asimmetriche e quella di bronzo nella gara a squadre (ora non più disputata) con gli accessori portatili. Anche la Keleti vinse sei medaglie: quattro ori e due argenti.
Dopo  successi nei campionati mondiali del 1958 a Mosca (cinque vittorie su sei competizioni sebbene fosse incinta), si presentò come favorita alle Olimpiadi di Roma del 1960. Nella competizione completa guidò la squadra sovietica alle prime quattro posizioni assicurando così anche la vittoria nella gara a squadre con un margine di nove punti. La Latynina difese con successo il suo titolo al corpo libero, conquistò l'argento nelle parallele asimmetriche e alla trave di equilibrio, oltre al bronzo nel volteggio.
Vinse la competizione combinata nei campionati mondiali del 1962 battendo la cecoslovacca Věra Čáslavská. Difese ancora il titolo mondiale alle Olimpiadi del 1964, ma venne battuta dalla Čáslavská. La Latynina vinse comunque altri due ori nella competizioni a squadre e nel corpo libero (entrambe per la terza volta consecutiva). Una medaglia d'argento e due di bronzo portarono il suo totale di medaglie olimpiche vinte a 18: nove d'oro, cinque d'argento e quattro di bronzo. Vinse così una medaglia in ogni competizione a cui partecipò.

### Ritiro
Si ritirò dopo i campionati mondiali del 1966 e divenne allenatrice della nazionale sovietica di ginnastica artistica, incarico che ricoprì fino al 1977. Organizzò in seguito le competizioni di ginnastica per le Olimpiadi del 1980 di Mosca.
Attualmente è cittadina russa e vive presso la cittadina di Semënovskoe, nell'oblast' di Mosca.